# Triaenodes gibberosus
Triaenodes gibberosus is een schietmot uit de familie Leptoceridae. De soort komt voor in het Australaziatisch gebied.